# Aeropuerto Municipal de Fort Frances
El Aeropuerto Municipal de Fort Frances (del inglés: Fort Frances Municipal Airport) (IATA: YAG, OACI: CYAG) está ubicado a 2,2 MN (4,1 km; 2,5 mi) al noreste de Fort Frances, Ontario, Canadá.
Este aeropuerto es clasificado por NAV CANADA como un puerto de entrada y es servido por la Canada Border Services Agency. Los oficiales de la CBSA pueden atender aviones de hasta 15 pasajeros.

## Aerolíneas y destinos
- Bearskin Airlines
  - Kenora / Aeropuerto de Kenora
  - Thunder Bay / Aeropuerto Internacional de Thunder Bay
  - Winnipeg / Aeropuerto Internacional de Winnipeg-Armstrong